# 18. Sinfonie (Haydn)
Die Sinfonie G-Dur Hoboken-Verzeichnis I:18 komponierte Joseph Haydn um 1757/59. Es ist wahrscheinlich Haydns dritte Sinfonie. Entgegen der sonst üblichen Form beginnt das Werk mit dem langsamen Satz.

## Allgemeines

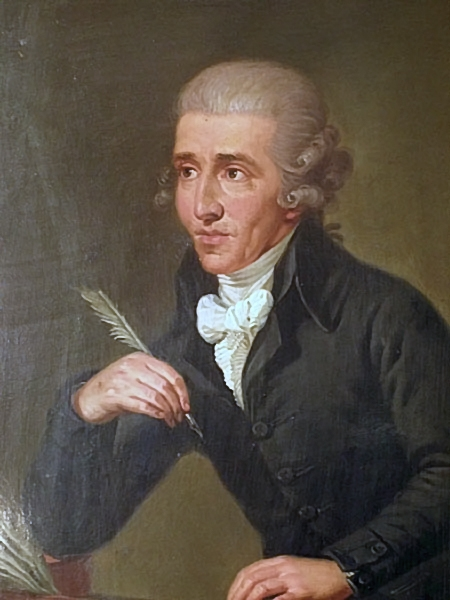
Joseph Haydn (Gemälde von Ludwig Guttenbrunn, um 1770)

Die Sinfonie Hoboken-Verzeichnis I:18 komponierte Joseph Haydn um 1757/59, wahrscheinlich als chronologisch dritte Sinfonie während seiner Anstellungszeit beim Grafen Morzin.
Die Satzfolge langsam – schnell – Tanzsatz (Menuett) richtet sich nach der spätbarocken Kirchensonate und ist unter Haydns Sinfonien auch bei Nr. 5, Nr. 11, Nr. 21, Nr. 22, Nr. 34 und Nr. 49 vertreten. Im Unterschied zur viersätzigen Kirchensonate steht bei diesen Werken an dritter Stelle kein langsamer Satz, sondern ein Menuett (die Sinfonie Nr. 18 ist insgesamt nur dreisätzig). In Übereinstimmung zur Kirchensonate sind in den genannten Sinfonien jedoch alle Sätze in derselben Tonart gehalten und bei der Sinfonie Nr. 18 finden sich (zu Beginn des ersten Satzes) wie auch bei Kirchensonaten Ansätze zur Mehrstimmigkeit.
Howard Chandler Robbins Landon weist auf die Ähnlichkeiten des ersten und zweiten Satzes der Sinfonie Nr. 18 zu den entsprechenden Sätzen der Sinfonien Nr. 21 und Nr. 22 hin. Insbesondere bestehen strukturelle Ähnlichkeiten des Anfangs vom Allegro molto von Nr. 18 zum zweiten Satz der Nr. 21.

## Zur Musik
Besetzung:  zwei Oboen, zwei Hörner, zwei Violinen, Viola, Cello, Kontrabass. Zur Verstärkung der Bass-Stimme wurde damals auch ohne gesonderte Notierung ein Fagott eingesetzt. Über die Beteiligung eines Cembalo-Continuos in Haydns Sinfonien bestehen unterschiedliche Auffassungen.
Aufführungszeit:  ca. 15 Minuten (je nach Einhalten der vorgeschriebenen Wiederholungen)
Bei den hier benutzten Begriffen der Sonatensatzform ist zu berücksichtigen, dass dieses Schema in der ersten Hälfte des 19. Jahrhunderts entworfen wurde (siehe dort) und von daher nur mit Einschränkungen auf ein um 1758 komponiertes Werk übertragen werden kann. Dies wird in den ersten beiden Sätzen der Sinfonie Nr. 18 auch daran deutlich, dass keine Durchführung oder Reprise im engeren Sinne vorhanden sind. V. a. das Allegro molto entspricht noch mehr der zweiteiligen Form, bei der der zweite Satzteil als modifizierter Durchlauf des ersten („Exposition“) angesehen wird. – Die hier vorgenommene Beschreibung und Gliederung der Sätze ist als Vorschlag zu verstehen. Je nach Standpunkt sind auch andere Abgrenzungen und Deutungen möglich.

### Erster Satz: Andante moderato

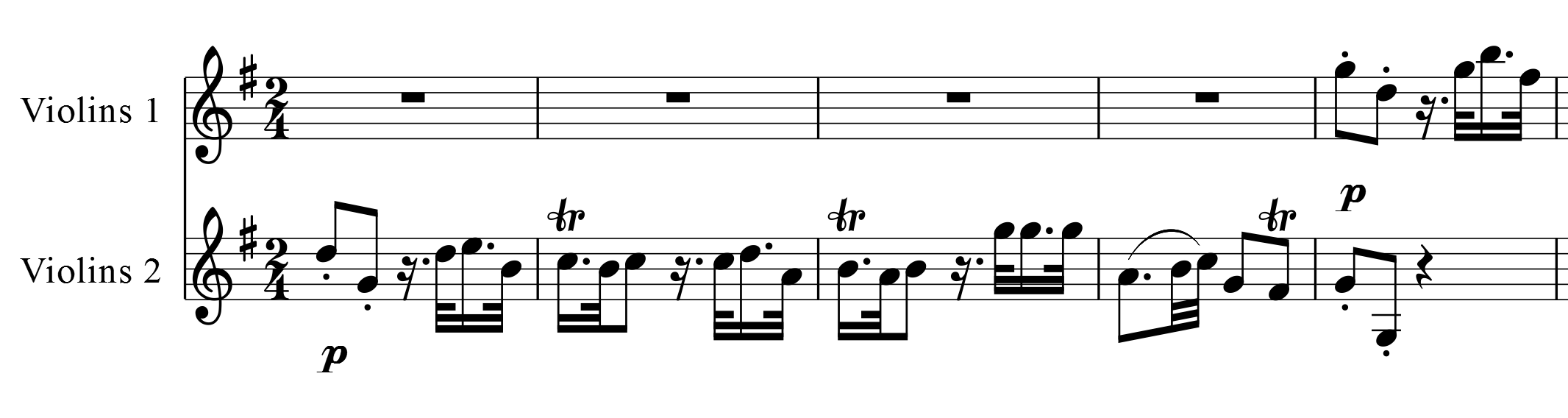
Beginn des Andante moderato

G-Dur, 2/4-Takt, 75 Takte
Das von der 2. Violine vorgetragene fünftaktige Hauptthema besteht aus einer von Pausen unterbrochenen Bewegung mit zeremoniell pathetisch-punktierten Rhythmen (teilweise kann der Eindruck auch als übermütig bis divertimentohaft empfunden werden), begleitet lediglich von Viola und Bass in schreitender Achtelbewegung. Ab Takt 5 wird das Thema mit Stimmführung in der 1. Violine eine Quinte höher wiederholt, wobei die 2. Violine nun imitierende Einwürfe macht. Dieser Satzanfang mit seinem versetzten Einsatz der Violinen erinnert an den Beginn einer barocken Triosonate. Eine ähnliche Struktur findet sich im Adagio der Sinfonie Nr. 11. Auch der weitere Satzverlauf knüpft mit seinen drei Ebenen zumindest teilweise an die Triosonate an: die beiden oft einander imitierenden, gelegentlich parallel spielenden Violinen werden von einem Bassfundament getragen, die Bläser spielen eine untergeordnete Rolle.
Auffällig sind zwei Passagen mit starken dynamischen Kontrasten: In Takt 10 bricht die 1. Violine zweimal fortissimo mit einer Zweiunddreißigstel-Figur ins umgebende Pianissimo hinein. Anschließend geht die schreitende Piano-Bewegung vom Hauptthema weiter, als wäre nichts geschehen. Ab Takt 20 setzt ein weiterer Kontrastteil ein, indem eine Figur mit fallendem Intervallsprung mit einem Akzent betont wird. Wiederum folgt piano die Schreitbewegung, nun spielen beide Violinen parallel.
Der zweite Satzteil beginnt wie der erste mit dem Hauptthema, nun aber mit vertauschten Rollen: Die 1. Violine hat zuerst die Stimmführung, bei der Wiederholung eine Quinte tiefer dann die 2. Violine. Es folgt ein weiter dynamischer Kontrast ähnlich wie in Takt 10. Ab Takt 45 hat sich das Geschehen mit der Schreitfigur wieder beruhigt und es setzt eine Aufwärts-Sequenz eines Motivs ein. Ein deutlicher Reprisenbeginn ist nicht abgrenzbar, Haydn erreicht in Takt 50 zwar wieder die Tonika G-Dur, das Material entwickelt sich jedoch einfach weiter, ohne dass das Thema vom Satzanfang ausdrücklich aufgegriffen wird. Die dynamische Kontrastfläche entsprechend Takt 10 wird ausgelassen, stattdessen ist bereits in Takt 57 der Kontrast mit Akzent entsprechend Takt 20 erreicht. Die Schlussgruppe ist gegenüber dem ersten Satzteil mit ihrer Fortführung der Schreitbewegung und einem weiteren Forte-Piano-Kontrast codaartig erweitert.
Antony Hodgson weist auf die mit den Pausen im Satz verbundenen Möglichkeiten zur Improvisation eines (angenommenen) Cembalospielers hin.

### Zweiter Satz: Allegro molto
G-Dur, 4/4-Takt, 83 Takte
Der Satz ist (wie damals meist üblich) eher durch die lockere Aneinanderreihung von Motiven und Figuren gekennzeichnet als durch thematische Arbeit im Sinne der (später sich etablierenden) Sonatensatzform. Für das Allegro molto sind abgerissene motivische Gesten, weite Intervallsprünge und häufige Zwei- und Dreitaktglieder kennzeichnend. Anhand von schließenden Wendungen und kurzen Pausen werden in der „Exposition“ vier Abschnitte unterteilt:
- Abschnitt 1 (Takt 1–12): Das erste „Thema“ besteht aus einem Akkordschlag des ganzen Orchesters mit anschließender auf- und absteigender Staccato-Achtelfigur der parallel geführten Streicher. Es folgen eine Hornfanfare, eine Frage-Antwort-Figur sowie eine kurze Tremolopassage. Die nächste, zur Dominante D-Dur schließende Wendung führt zur ersten Zäsur (Viertelpause) des bisher vorwärtsdrängenden Geschehens.
- Abschnitt 2 (Takt 13–21) mit seinem Motiv aus Akkordschlag und Staccatofigur ähnlich zum ersten „Thema“, dann folgt eine aufsteigende sangliche Linie, ein Staccato-Motiv der 1. Oboe und 1. Violine und eine schließende Wendung mit Triller.
- Abschnitt 3 (Takt 21–30) mit dynamischem piano-forte – Kontrast, weiterer Achtelbewegung im Staccato, teilweise großen Intervallsprüngen und schließender Wendung mit Triller.
- Abschnitt 4 (Takt 31–38) mit kontrastierendem d-Moll – Motiv (zweites „Thema“) und Forte-Schlusswendung, wiederum mit großen Intervallsprüngen.

Der zweite Satzteil variiert zunächst Abschnitt 1, jedoch ist die Tremolo-Passage ausgedehnter und in Moll gehalten (Takt 39–55). Anschließend folgt Abschnitt 3 als Variante. In Takt 62 ist wieder die Tonika G-Dur erreicht, die Haydn mit ausgedehnter Hornfanfare betont. Die Tremolopassage mit Gegenbewegung von Ober- und Unterstimmen führt zur verkürzten Variante von Abschnitt 2. Der Satz endet wie im ersten Teil mit Abschnitt 4 und seinen beiden Kontrastmotiven.

„Die Exposition, mit wenig profilierten Themen, entspricht weitgehend der Regel; der mit sieben zusätzlichen Takten nur geringfügig längere zweite Teil beginnt mit dem Thema in der Dominante und wiederholt dann den Verlauf der Exposition mit nur wenigen Veränderungen, sodass dem Hörer, sieht man von der tonartlichen Entwicklung zur Dominante hin ab und berücksichtigt man, dass jeder Teil wiederholt werden soll, insgesamt viermal der annähernd gleiche musikalische Verlauf zugemutet wird: eine selbst in der Frühzeit bei Haydn ganz ungewöhnliche Erscheinung.“

### Dritter Satz: Tempo di Menuet
G-Dur, 3/4-Takt, 101 Takte
Der Satz ist ähnlich einem Menuett angelegt, allerdings ist der kontrastierende Mittelteil nicht ausdrücklich als „Trio“ bezeichnet, die Wiederholung des Menuett-Teils ist ohne Wiederholung ausgeschrieben und mit einer Coda versehen.
Das Hauptthema des „gemächlichen“ Menuetts beginnt – ähnlich dem Allegro molto – als Tuttiakkord und ist durch den Wechsel von Triolen und punktierten Rhythmen (diese erinnern an den „zeremoniellen Ton des Andante“) gekennzeichnet. Der Mittelteil erinnert nach Howard Chandler Robbins Landon an den Mittelteil der Gavotte aus Wolfgang Amadeus Mozarts Ballettmusik zur Oper Idomeneo. Er kontrastiert durch die Tonart g-Moll und die weitgehende Beschränkung auf Streicher im Piano. Auffällig sind mehrere ganztaktige, durch Akzente betonte seufzerartige Vorhalts-Noten (als Anklang an die Forte-Einbrüche im Andante interpretierbar), im zweiten Teil kommt auch etwas Chromatik dazu.